# Kamaramagambo
Kamaramagambo är ett vattendrag i Burundi.   Det ligger i provinsen Muramvya, i den västra delen av landet, 22 kilometer nordost om huvudstaden Bujumbura.
Omgivningarna runt Kamaramagambo är en mosaik av jordbruksmark och naturlig växtlighet. Runt Kamaramagambo är det tätbefolkat, med 297 invånare per kvadratkilometer.